# وایردوم
وایردوم (به هلندی: Wirdum) یک منطقهٔ مسکونی در هلند است که در لوپرسوم واقع شده‌است. وایردوم ۰٫۵۷ کیلومتر مربع مساحت و ۳۰۰ نفر جمعیت دارد و ۱٫۰ متر بالاتر از سطح دریا واقع شده‌است.